# Frode Andresen

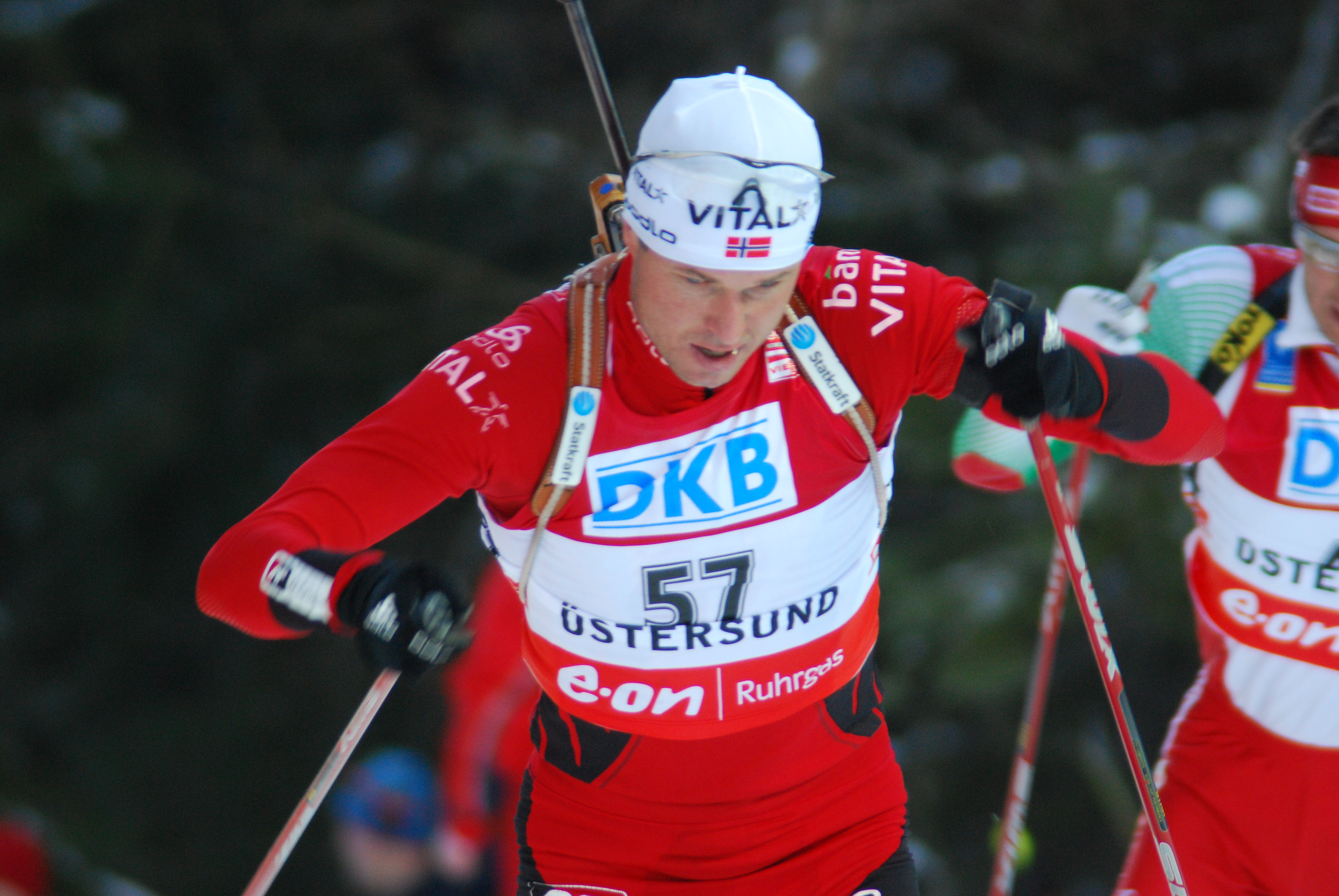
Frode Andresen in 2008

Frode Andresen (Rotterdam, 9 september 1973) is een in Nederland geboren Noorse biatleet en langlaufer. Hij nam driemaal deel aan de Olympische Spelen en won hierbij in totaal drie medailles. 
Zijn grootste succes als biatleet is de olympische titel in de aflossing op de Olympische Winterspelen 2002 in Salt Lake City. Verder haalde hij twee individuele Olympische medailles op de 10 kilometer sprint. Tijdens de Olympische Winterspelen 1998 behaalde hij de zilveren medaille, terwijl hij acht jaar later op hetzelfde onderdeel beslag legde op de bronzen medaille.
Hij werd biatlon-wereldkampioen in Oslo in 2000 op de 10 km sprint.
Tot begin 2006 heeft hij vijftien wereldbekerwedstrijden gewonnen.
Hij neemt ook aan langlaufwedstrijden deel, en won in 2000 een medaille op de Noorse kampioenschappen over 50 km.
Hij leeft samen met de Noorse biatlete Gunn Margit Andreassen.

## Resultaten

### Marathons
Overige marathonzeges
| Nr. | Datum      | Plaats         | Marathon     | Onderdeel                      |
| --- | ---------- | -------------- | ------------ | ------------------------------ |
| 1.  | april 2000 | Finse–Ustaoset | Skarverennet | 37 km vrije stijl (massastart) |
| 2.  | april 2001 | Finse–Ustaoset | Skarverennet | 37 km vrije stijl (massastart) |

1968: Tichonov, Poezanov, Mamatov, Goendartsev ·
1972:  Tichonov, Safin, Bjakov, Mamatov ·
1976: Jelizarov, Bjakov, Kroeglov sr., Tichonov ·
1980: Alikin, Tichonov, Barnasjov, Aljabjev ·
1984: Vasiljev, Kasjkarov, Šalna, Boeligin ·
1988: Vasiljev, Tsjepikov, Popov, Medvedtsev ·
1992: Groß, Steinigen, Kirchner, Fischer ·
1994: Groß, Luck, Kirchner, Fischer ·
1998: Groß, Sendel, Fischer, Luck ·
2002: Hanevold, Andresen, Gjelland, Bjørndalen ·
2006: Groß, Rösch, Fischer, Greis ·
2010: Hanevold, T. Bø, Svendsen, Bjørndalen ·
2014: Volkov, Oestjoegov, Malysjko, Sjipoelin ·
2018: Femling, Nelin, Samuelsson, Lindström ·
2022: Lægreid, T. Bø, J.T. Bø, Christiansen